# Garding

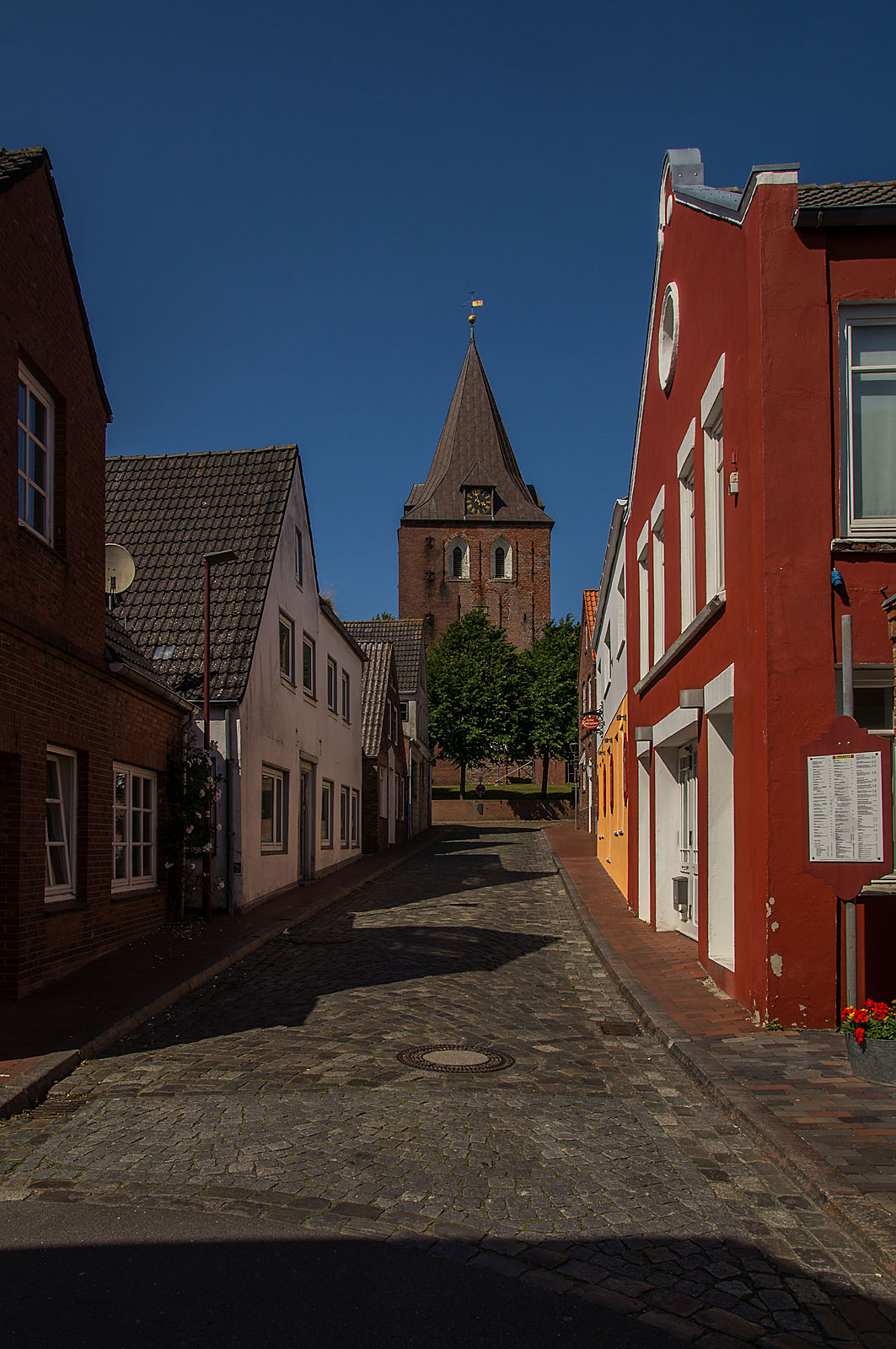
Garding

Garding é uma cidade da Alemanha, localizado no distrito de Nordfriesland, estado de Schleswig-Holstein.

## Personalidades
- Theodor Mommsen (1818-1907), prémio Nobel da Literatura de 1902